# جانيت كار
جانيت كار (بالإنجليزية: Janet Carr)‏ هي أخصائية علاج طبيعي أسترالية، ولدت في 22 مايو 1933، وتوفيت في 4 نوفمبر 2014.

## طفولتها
وُلدت جانيت كار في عام 1933 وكانت واحدة من بين ثلاثة أطفال لهوارد وجلاديس كار، نشأت في أحد عقاراتهم التي كانا يربّيان فيها الأغنام في منطقة كيرز كريك التي تبعد 25 كم عن مدينة أورانج في ولاية نيوساوث ويلز الأسترالية. كانت كار تمشي عبر الحقول كي تتمكن من حضور فصولها المدرسية في مدرسة «كينروس ولاروي» المكوّنة من غرفة واحدة ومعلّم واحد، إلا أنها التحقت لاحقاً بكلّية كينروس المشيخية للسيدات (التي تسمّى الآن «كينروس ولاروي») في مدينة أورانج.
ترعرعت كار في منطقة نائية مما جعلها شغوفة دائماً بالمناظر الطبيعية الأسترالية ورسّخ لديها الإيمان بأهمية التعليم وخصوصاً بالنسبة للفتيات. انتقلت كار بعد ذلك إلى مدينة سيدني الأسترالية حيث درست العلاج الفيزيائي في جامعة سيدني وتخرّجت منها في عام 1995.

## بداية مسيرتها المهنية
عملت كار في بداية مسيرتها المهنية كأخصائية علاج فيزيائي في المملكة المتّحدة وكندا وسويسرا قبل أن تعود أدراجها إلى أستراليا، حيث عملت في مستشفياتٍ في كلّ من مدينتي جبل إيسا وسيدني. إلا أن مسيرتها الأكاديمية بدأت في عام 1973، حيث باشرت كار التدريس ضمن مجال إعادة الـتأهيل العصبي في مستشفى الأمير ألفريد الملكي في مدينة سيدني.
بدأت كار في كتابة النصوص الأكاديمية برفقة زميلتها أخصائية العلاج الفيزيائي روبرتا شيبرد. نُشر كتابهما الدراسي الأول في أستراليا في عام 1976، حيث كان أولّ كتاب يُنشر لهما على نطاق دولي. سُمّي الكتاب «العلاج الفيزيائي لاضطرابات الدماغ» (1980)، وركّز الكتاب على العلاجات التي تساعد المرضى المصابين بتلف في الدماغ على إعادة تعلّم المهارات الحركية، كما نشرتا كتاب آخر بعد هذا الكتاب تحت عنوان «برنامج السكتة الدماغية لإعادة التعلّم الآلي» (1980).
حصلت كار على زمالة في الكلّية الأسترالية لأخصائيي العلاج الفيزيائي في عام 1983 لما قامت به من أعمال مبتكرة في مجال العلاج الفيزيائي العصبي، لتشغل فيما بعد منصب رئيس الكلّية ومدير الرقابة فيها أيضاً. كما حصلت على منحة كيلوغ في عام 1984، التي سافرت من خلالها إلى جامعة كولومبيا في مدينة نيويورك الأمريكية لدراسة الميكانيكا الحيوية وتعليم المهارات الحركية، حيث حصلت على درجة الدكتوراه.
حتّى الثمانينيات من القرن الماضي، لم يكن هنالك الكثير من الأبحاث القائمة على الأدلة المتاحة للمعالجين الفزيائيين الذين يسعون إلى تحسين التحكّم بالحركة والأداء الحركي عند الأشخاص ذوي الإعاقة الناجمة عن إصابات الدماغ أو السكتة الدماغية أو الشلل الدماغي. لكن بعد أن أحدث تطوّر علم الأعصاب تغيّراً في تركيز الأبحاث وبعد أن مكّنت التغيّرات التكنولوجية من إجراء تحليلات بيولوجية ميكانيكية للحركة النشطة، أصبح التفكير بتحسين التحكّم الحركي في العيادات أمراً ممكناً.
لقد كان هدف كار بالتعاون مع زميلتها روبرتا شيبرد هو تطوير نموذج علمي لإعادة تأهيل الحركة. وبذلك أصبحتا أول من ربط بين التعلّم الحركي وإعادة التأهيل بعد السكتة الدماغية. قامت كلّ من كار وشيبرد باستحداث بنية سلسة وديناميكية للممارسة، كما شجّعتا الابتكار والتغيير مع ظهور العلوم الجديدة.
نُنشر كتاب كار وشيبرد اللاحق «علوم الحركة: أسس ممارسة العلاج الفيزيائي في إعادة التأهيل» على نطاق دولي، وكان له تأثير بارز في الولايات المتّحدة الأمريكية. كما نُشر كتابهما الدراسي «إعادة التأهيل العصبي: تحسين الأداء الحركي» في عام 1998 ونُقّح في عام 2010، وكان هذا الكتاب نتاجاً لمنحة روكفلير المشتركة التي عُرضت عليهما في عام 1994.
أحد الأمثلة الأخرى على أعمال كار هو دراستها التي تابعت فيها «مجموعة من الأطفال المصابين بمتلازمة داون وعائلاتهم من سن ستّة أسابيع وحتّى 21 عاماً وما بعده». وفي أحد كتب كار العديدة، كتبت مقالة لتساعد من خلالها الوالدين في تربية الأطفال المعاقين عقلياً. وفي إحدى مراجعات هذا الكتاب، استعرضت امرأة تدعى ماري كروكسين كتاب كار قائلة «إن عائلات الأطفال المصابين بمتلازمة داون بحاجة أيضاً إلى المساعدة في جانبين جوهريين من جوانب عملية تربية الطفل، واللذان يمكن تقسيمهما بالفعل إلى خصائص محددة وفقاً للنهج الذي اعتمدته جانيت كار».

## ملخّص مسيرتها المهنية
بحلول عام 2010، كتبت كار وحرّرت ثلاثة عشر كتاباً معظمها مع زميلتها شيبرد، وتُرجمت هذه الأعمال إلى معظم اللغات الأوروبية والآسيوية، كما ألهمت هذه الأعمال العديد من الناس. نشرت كار العديد من المقالات الصحفية البحثية والنظرية أيضاً. كان هدف كار الرئيسي من كتابة هذه النصوص هو تضييق الفجوة بين البحث والممارسة في العلاج الفيزيائي.
قبلت كار دعوات زيارة إلى أكثر من ثلاثين دولة، حيث قامت بتدريس وتقديم الأبحاث، فقد كانت سعيدة بحصولها على فرصة التدريس ضمن نطاق دولي. تضمّنت جولتها الدولية زيارات إلى كلّ من جبال الألب السويسرية وإيطاليا والصحراء العربية وسوريا وإيران. كانت آخر مساهماتها في التدريس الدولي هو سلسلة من المحاضرات التي قدّمتها في جامعة ليوبليانا في سلوفانيا حول إعادة الـتأهيل في عام 2012.
عبرت مساهمات كار في مجال إعادة التأهيل العصبي الحدود الوطنية محدثةً آثاراً في التطبيق والتفكير. تحدّت كار باستمرار الافتراضات المتأصلة في الممارسات السريرية، ودعمت آرائها بالأبحاث والعلوم البحتة. ألهمت كار التعاون العلمي بين الميكانيكا الحيوية وعلم وظائف الأعضاء وعلم التشريح وعلم النفس وعلم الاجتماع حول العالم، وذلك بعد نشرها لبعض من أبحاثها الأولى في مجال الميكانيكا الحيوية للنشاط الفيزيائي الذي ينطوي على التوازن.
ومن الأمثلة على الانطباعات التي تركتها محاضرات كار على تلاميذ العلوم هو التقرير الشخصي الذي قدّمته ريبيكا إل كريك، والذي قالت فيه «عندما كنت طالبة تتعلم كيفية علاج الأشخاص الذين يعانون من الاضطرابات العصبية العضلية، كانت التداخلات غير فعّالة في المقام الأول. تبنّت كل من كار وشيبرد اكتشافات علم الأعصاب في التحكّم الآلي والتعلّم الحركي، وأكّدتا على أهمية هذه الاكتشافات في تغيير الممارسة السريرية واعتماد نهج جديد. لقد نجحتا في نقل المعرفة وساعدتا في تغيير رعاية الأشخاص الذين يعانون من الاضطرابات العصبية العضلية. يتّفق العديد من الأشخاص على أنهما كانتا رائدتين في إرشاد أعضاء هيئة التدريس والأطباء السريريين نحو مفاهيم الممارسة المبنية على الأدلّة التي تُستخدم اليوم».
وفي اقتباس آخر لكريك، قالت «لقد تشرّفت بلقاء هذه السيّدة الرائعة عندما كانت طالبة دكتوراه في كلّية كولومبيا للمعلّمين. لقد ألهمتني حينها، وما زالت مساهمتها المذهلة في مجال تغيير الممارسة السريرية مصدر إلهام لي». غدت كار عضواً في الكلّية الأسترالية لأخصائيي العلاج الفيزيائي في عام 2013، كما مُنحت عضوية شرف في جمعية العلاج الفيزيائي الأسترالية في العام ذاته. لم تتقاعد كار في مسيرتها المهنية، حيث شغلت منصب أستاذ فخري في جامعة سيدني حتّى وفاتها في عام 2014.
في عام 2005، نشر بعض من زملاء كار كتاباً دراسياً تحت عنوان «إعادة التأهيل المبني على العلم: النظريات موضع التنفيذ»، الذي كان بمثابة تكريم لعملها ولعمل زميلتها شيبرد. جمع هذا الكتاب أبحاثاً من جميع أنحاء العالم وفي العديد من التخصصات.